# Пировиноградная кислота
Пировиноградная кислота — химическое соединение с формулой СН3(СО)СООН, органическая кетокислота.

## Биохимическая роль
Пируваты (соли пировиноградной кислоты) — важные химические соединения в биохимии. Они представляют собою конечный продукт гликолиза. Одна молекула глюкозы превращается при этом в две молекулы пировиноградной кислоты. Дальнейший метаболизм пировиноградной кислоты возможен двумя путями — аэробным и анаэробным.
В условиях достаточного поступления кислорода пируват превращается в ацетил-кофермент А, вступающий в качестве основного субстрата в цикл Кребса, или дыхательный цикл, цикл трикарбоновых кислот — основной источник энергии для клетки. Пируват также может быть превращён в анаплеротической реакции в оксалоацетат. Оксалоацетат затем окисляется до углекислого газа и воды. Эти реакции названы по имени Ханса Адольфа Кребса, биохимика, получившего вместе с Фрицем Липманном Нобелевскую премию по физиологии в 1953 году за исследования биохимических процессов клетки. Цикл Кребса иногда называют по традиции циклом лимонной кислоты, поскольку лимонная кислота является одним из промежуточных звеньев цепи реакций цикла Кребса.
При недостатке кислорода пируват подвергается анаэробному расщеплению с образованием молочной кислоты у животных и этанола у растений и грибов. При анаэробном дыхании в клетках пируват, полученный при гликолизе, преобразуется в лактат при помощи фермента лактатдегидрогеназы и NADP в процессе лактатной ферментации, либо в ацетальдегид и затем в этанол в процессе алкогольной ферментации.
Пировиноградная кислота выступает в качестве «точки пересечения» многих метаболических путей. Пируват может быть превращён обратно в глюкозу в процессе глюконеогенеза, или в жирные кислоты или энергию через ацетил-КоА, в аминокислоту аланин, или в этанол.